# Межеріцький Іван Петрович
Іван Петрович Межеріцький (4 лютого 1926, село Леб'яже, тепер Чугуївського району Харківської області — 26 квітня 1986, місто Харків) — український радянський діяч, новатор виробництва, формувальник Харківського заводу «Серп і молот». Член Ревізійної Комісії КПУ в 1961—1966 роках.

## Біографія
Учасник радянсько-японської війни 1945 року. Служив моряком-десантником. У 1946—1949 роках — соліст ансамблю пісні і танцю Тихоокеанського флоту.
Член КПРС з 1953 року.
Після демобілізації у 1949 році переїхав до міста Харкова.
З 1949 року — робітник, формувальник Харківського заводу «Серп і молот». Ініціатор впровадження нових раціональних методів праці на заводі.
Делегат XXII з'їзду Комуністичної партії України, де обирався до складу членів Ревізійної комісії КПУ.
Потім — на пенсії в місті Харкові.

## Нагороди
- орден Вітчизняної війни 2-го ст. (6.04.1985)
- ордени
- медалі